# Інферно (роман Нівена та Пурнелла)
«Інферно» — фантастичний роман, написаний Ларрі Нівеном та Джеррі Пурнеллом, опублікований у 1976 році. Він був номінований на премії «Г'юго» та «Неб'юла за найкращий роман» 1976 року.

## Історія написання
Натхненням для написання книги послужила географія «Пекла» Данте та теологія «Великого розлучення» К. С. Льюїса, яка полягає в тому, що спасіння та входу до раю через самопізнання та покаяння можуть досягти всі. Однак більшість мешканців пекла в романі або заперечують свої гріхи, або вважають, що заслуговують на свою долю.

## Короткий зміст сюжету
Твір базується на пеклі, описаному в Дантовому «Пеклі». Однак він додає сучасний поворот до історії. Рорзповідь ведеться від першої особи Алленом Карпентером (який писав своє прізвище «Карпентьєр» на своїх романах), письменником -фантастом⁣, який загинув під час невдалої спроби розважити своїх шанувальників на вечірці з нагоди науково-фантастичного конвенту. Через багато десятиліть його звільняють з пляшки джина у Вестибюлі на зовнішньому краю пекла, коли він нарешті звертається до Бога з проханням про милосердя. На волі його зустрічає Беніто, або Бенні, схожий на Вергілія персонаж, чия повна ідентичність не одразу очевидна. Беніто пропонує вивести його з Пекла, привівши до центру.
Спочатку, коли Аллен і Беніто подорожують пеклом, Аллен намагається науково раціоналізувати все, що бачить, перейменувавши своє оточення на «Інферноленд»  — високотехнологічний парк розваг на тисячу років у майбутньому. Лише коли він бачить, як людина одужує після спалення, а його власна нога зростається після складного перелому, він починає вірити, що насправді перебуває в пеклі. З цього моменту, подорожуючи внутрішніми колами пекла, Аллен бачить, що він певним чином винен у кожному з гріхів, коментуючи собі, що йому не загрожує рів 3 кола 8 (симонія) лише тому, що він ніколи не мав святих посад, на продаж. Спочатку Аллен вважає, що покарання за ці гріхи набагато більше перевершують злочин, постійно думаючи: «Ми в руках безмежної влади й безмежного садизму», хоча він усе більше й більше сприймає справедливість ситуації, оскільки розуміє, що саме їхнє постійне заперечення своїх гріхів утримує багатьох засуджених у пеклі. Зрештою, Аллен перебирає на себе роль Беніто, допомагаючи душам, щовиправилися, прямувати до Раю через Чистилище, дозволяючи Беніто самому рухатися до Чистилища. Виявляється, що Беніто — це насправді Беніто Муссоліні, колишній диктатор Італії.
Дорогою Аллен зустрічає багатьох своїх каліфорнійських знайомих і видатних людей з історії (наприклад, Епіктет, Біллі Кід, Джессі Джеймс, Боб Форд, Л. Рональд Габбард, Генріх VIII Англійський, Влад Цепеш, Еймі Семпл Макферсон, Вільям М. Твід, Аль Капоне) і з класичної міфології (наприклад, Гектор, Еней, Харон, Мінос, Флегій, Геріон). Через довгий час, проведений у зовнішньому вестибюлі, він також зустрічає деяких людей із майбутнього 1976 року, наприклад, пілота космічного човника.

## Рецензія
Автори сказали, що Інферно виявилося набагато успішнішим, ніж вони передбачали, і що воно надихнуло відродження інтересу до Данте серед студентів коледжу та нове друковане видання перекладу Джона Чарді (чиї цитати з'являються в романі). У січні 1984 року Пурнелл повідомив, що вони з Нівеном планують написати сценарій текстової пригоди на основі роману.

## Продовження
Продовження «Інферно», «Втеча з пекла», вийшло в лютому 2009 року. Його робоча назва була «Данте зустрічає II Ватиканський собор».